# هوندا پاسپورت
هوندا پاسپورت (به انگلیسی: Honda Passport) خودرویی است که در سال‌های ۱۹۹۳ تا ۲۰۰۲ و از ۲۰۱۹ تاکنون توسط شرکت خودروسازی ژاپنی هوندا در ایالات متحده آمریکا تولید شده‌است.
این خودرو در کلاس کامپکت اس‌یووی قرار گرفته، طراحی آن موتور جلو، توزیع نیروی پیشران و خودرو چهار چرخ محرک بوده است. سیستم جعبه‌دندهٔ آن ۵ دنده به دو صورت خودکار و دستی است.